# Impatiens namchabarwensis
Impatiens namchabarwensis is een 40 a 50 cm hoge overblijvende plant die van nature voorkomt in de Himalaya.
De soort is in de zomer van 2003 door Yuan Yong-Ming en Ge Xue-Jun ontdekt in de Tsangpokloof rond de Namcha Barwa in Tibet. Hij groeit daar in een klein gebied op een hoogte van 930 meter.
De stengels zijn sterk vertakt. Aan de voet zijn ze iets verhout. Lagere takken zijn vaak kruipend, en wortelen op de knopen. Ze overwintert als vlezige wortelstok.
De felblauwe bloemen hebben kleine witte vlekken in het centrum en gele plekken in de keel.
Zoals gebruikelijk bij springzaad, springen de zaden met een sprong weg. Rijpe zaden zijn bruin en ongeveer 1 mm groot.

bloemen
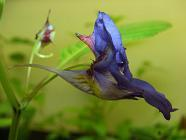
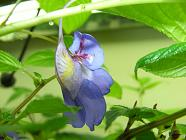

... · 
I. balfourii (Tweekleurig springzaad) · 
I. balsamina · 
I. glandulifera (Reuzenbalsemien) · 
I. hawkeri (Nieuw-Guinea-impatiens) · 
I. namchabarwensis · 
I. niamniamensis (Congobalsemien) · 
I. noli-tangere (Groot springzaad) · 
I. capensis (Oranje springzaad) · 
I. parviflora (Klein springzaad) · 
I. walleriana (Vlijtig liesje) · 
...